# Chiesa di Santa Maria Assunta (Guiglia)
La chiesa di Santa Maria Assunta è la parrocchiale di Monteorsello, frazione del comune italiano di Guiglia, in provincia di Modena. Appartiene al vicariato di Zocca nell'arcidiocesi di Modena-Nonantola. Il primo luogo di culto a Monteorsello risale al XIII secolo ed è stato ricostruito, conservando tuttavia la torre campanaria storica, nel XX secolo.

## Storia

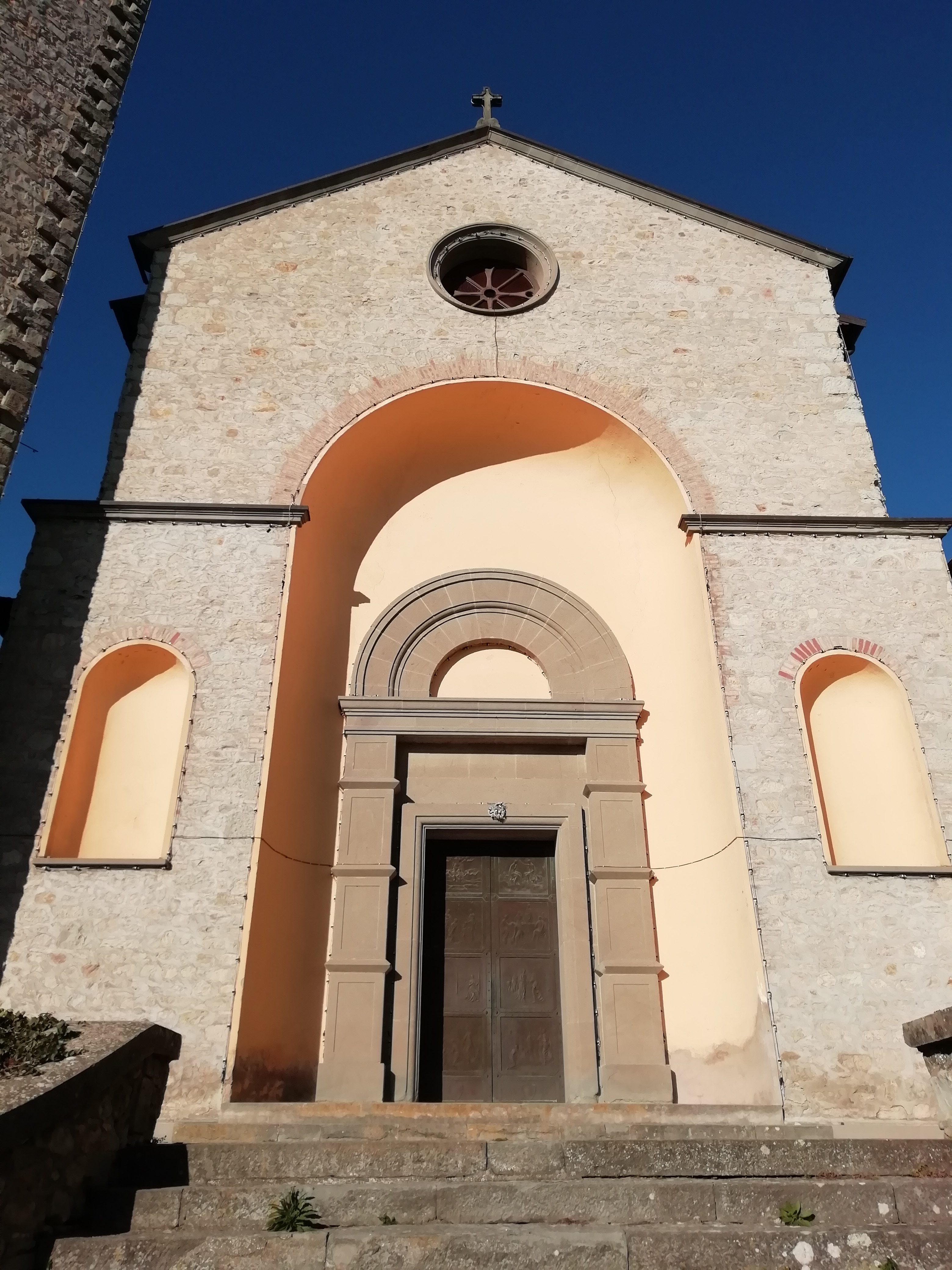
Facciata della chiesa di Santa Maria Assunta

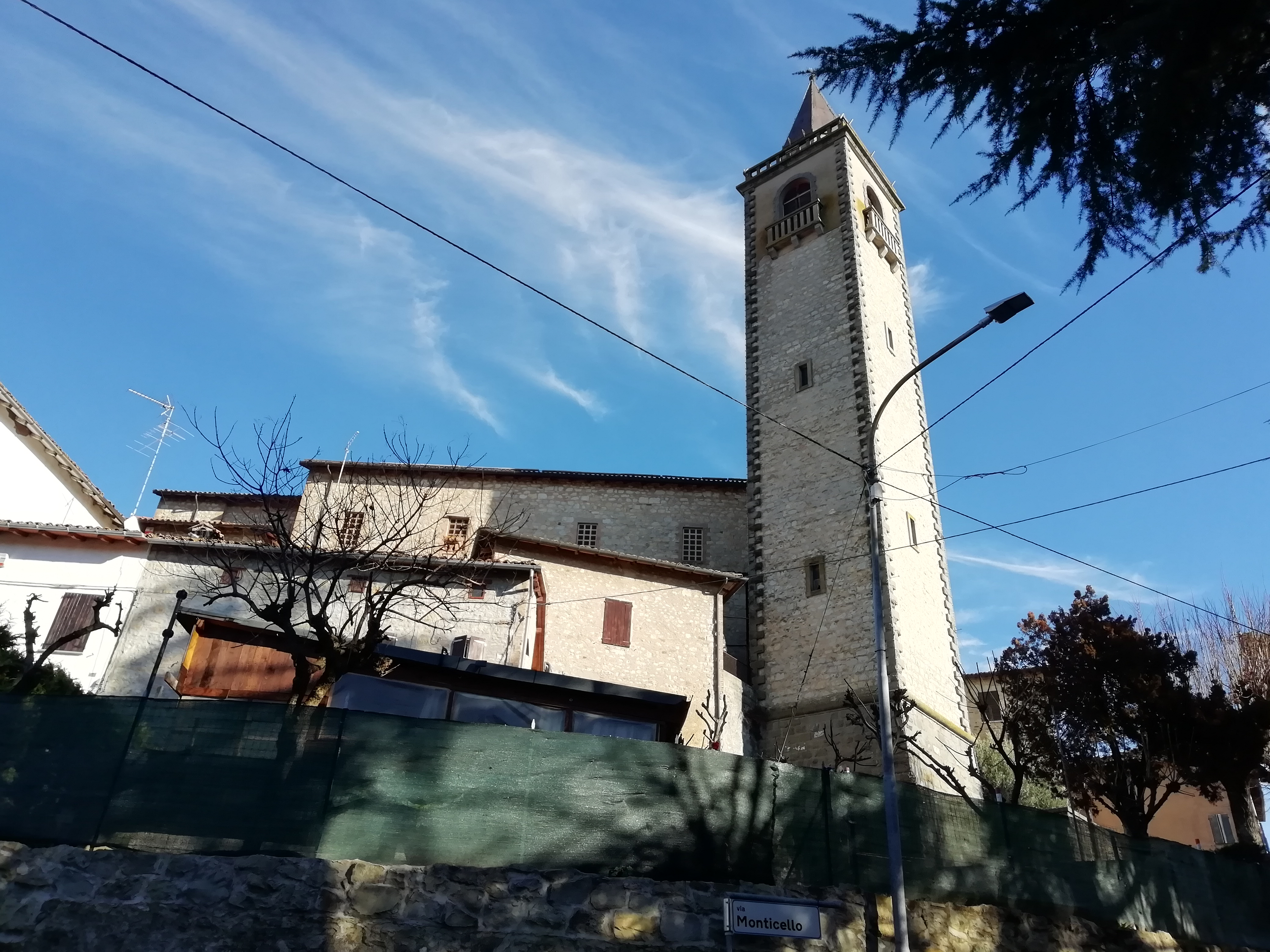
Chiesa di Santa Maria Assunta vista lateralmente con la sua torre campanaria risalente al XIII secolo

In località	Monteorsello la primitiva chiesa con dedicazione a Santa Maria venne citata per la prima volta in un atto notarile del 1271. In quel momento risultò dipendente dalla pieve di Trebbio. A partire dal XVI secolo Monteorsello entrò a far parte della Congregazione di Guiglia. Esiste anche l'ipotesi che vorrebbe un'altra chiesa presente sul territorio nella quale già prima del 1543 vi si svolgevano funzioni religiose, aveva il fonte battesimale e accanto aveva il camposanto. Nelle visite pastorali della metà del XVI secolo la chiesa venne trovata in buone condizioni. All'inizio del XVII secolo nel luogo di culto vennero deposte alcune reliquie destinata a sostituirne altre che nel frattempo si erano deteriorate. Un secolo dopo si registrò che il campanile si appoggiava alla fiancata della chiesa e che le vibrazioni trasmesse durante il movimento delle campane stavano iniziando a compromettere la solidità statica della costruzione. La situazione continuò a peggiorare sino a quando, durante la seconda guerra mondiale la chiesa venne seriamente danneggiata e fu abbattuta. Il luogo di culto venne ricostruito alla fine del conflitto e i lavori furono ultimati nel 1947.
Dai bombardamenti si era salvata la torre campanaria risalente al 1271 e la preziosa statua raffigurante la Madonna con Bambino realizzata in terracotta nel 1545 e attribuita allo scultore modenese Antonio Begarelli.

## Descrizione

### Esterni
La chiesa si trova a Monteorsello, frazione di Guiglia in provincia di Modena. La chiesa si trova in posizione dominante sul centro abitato e la sua facciata, in pietra a vista, è caratterizzata dalla grande nicchia ad arco all'interno della quale si trova il portale di accesso. Ai lati vi sono altre due piccole nicchie vuote. Sopra il portale, in asse, si trova il grande rosone rotondo che porta luce alla sala. La copertura è in coppi. La torre campanaria originale si alza in posizione sinistra, distaccata dal corpo dell'edificio. La sua cella si apre con quattro finestre a monofora munite di una balconatura.

### Interni
La navata interna è unica ed ampliata dalle cappelle laterali. Il presbiterio leggermente rialzato ha base rettangolre e con volta a botte. Nella sala si conservano una croce processionale risalente al XV secolo e la statua in terracotta raffigurante la Madonna con Bambino attribuita allo scultore modenese Antonio Begarelli. L'adeguamento liturgico del presbiterio è stato realizzato tra il 1965 e il 1975 e si è conservato anche l'altare maggiore originale.